# Areca nannospadix
Areca nannospadix är en enhjärtbladig växtart som beskrevs av Karl Ewald Maximilian Burret. Areca nannospadix ingår i släktet Areca och familjen Arecaceae. Inga underarter finns listade i Catalogue of Life.